# بني وجكل (سيدي لحسن)
بني وجكل(الزوامل) هي إحدى مشيخات المملكة المغربية، تتبع جغرافيا لإقليم تاوريرت وإداريًا لسيدي لحسن. يقدر عدد سكانها بـ 2475 نسمة حسب الإحصاء الرسمي للسكان والسكنى لسنة 2004.